# Asesinato de Jerry McCabe
Jerry McCabe (Ballylongford, 22 de noviembre de 1943 - Adare, 7 de junio de 1996) fue un detective irlandés, miembro de la Garda Síochána, la policía nacional de Irlanda. McCabe fue asesinado en Adare, en el condado de Limerick, por miembros del IRA Provisional, durante el intento de robo de una furgoneta de correos.

## Vida personal
El detective McCabe, natural de Ballylongford (condado de Kerry), nació el 22 de noviembre de 1943 y estaba casado con Anne, hija de un garda. La pareja vivía en Limerick y tenía cinco hijos, John, Mark, Ian, Stacy y Desmond, conocido como Ross. John y Ross llegaron a seguir los pasos de su padre dentro de la Garda Síochána.
Jerry McCabe, junto al también detective Ben O'Sullivan, escoltaba una furgoneta de An Post que transportaba 81 000 libras irlandesas a las 6:50 de la mañana del 7 de junio de 1996 en Adare, cuando O'Sullivan se percató de que un Mitsubishi Pajero se dirigía hacia ellos por detrás. El coche colisionó con ellos. Dos hombres con pasamontañas saltaron del Pajero y dispararon 15 veces con un AK-47 contra los detectives. Tres disparos alcanzaron a Jerry McCabe, matándole. Su colega O'Sullivan resultó gravemente herido, con 11 impactos. Una bala se desvió y se alojó en el coche patrulla de la Garda, un Ford Mondeo. El pistolero disparó a toda máquina. El detective O'Sullivan, que conducía el coche, dijo estar convencido de que fue un tiroteo deliberado y controlado.
Poco después del tiroteo, llegó un Mitsubishi Lancer en el que huyeron los ladrones. No habían robado dinero, pero sí los dos vehículos utilizados en la escena del crimen.
Los gardaí iban armados con revólveres Smith & Wesson del 38 y una Uzi, pero el juicio concluyó que no habían tenido tiempo de utilizarlos.
Los casquillos de bala encontrados en el lugar del crimen eran exclusivos del IRA en la Irlanda de la época.

## Hechos posteriores
Hasta 50 000 personas se agolparon en las calles de Limerick para asistir al funeral de McCabe.
El asesinato se produjo cuatro meses después de la ruptura del primer alto el fuego del IRA en 1996. En un principio, el Consejo del Ejército del IRA negó su implicación, pero más tarde afirmó que algunos miembros habían participado "contraviniendo sus órdenes". El líder del Sinn Féin, Gerry Adams, declararía más tarde que la operación "no fue autorizada por el Consejo del Ejército, sino a un nivel inferior por una persona autorizada". La dirección del Sinn Féin denunció el asesinato, pero más tarde el partido presionó para que se pusiera en libertad anticipada a los asesinos de McCabe en virtud de los términos del Acuerdo de Viernes Santo. En 2005, los presos declararon que no querían que su liberación "formara parte de ninguna otra negociación con el gobierno irlandés".
Pearse McAuley, de Strabane, y tres hombres del condado de Limerick -Jeremiah Sheehy, Michael O'Neill y Kevin Walsh- fueron condenados por el Tribunal Penal Especial, sin jurado, por homicidio involuntario. McAuley se había fugado de la prisión de Brixton en 1991 a la espera de ser procesado por la campaña del IRA en Inglaterra y se había librado de la fianza en la República de Irlanda dos meses antes del tiroteo. O'Neill salió de prisión el 15 de mayo de 2007 y Sheehy, el 4 de febrero de 2008. Walsh y McAuley fueron puestos en libertad el 5 de agosto de 2009 tras cumplir íntegramente su condena. El Sinn Féin había hecho campaña por su excarcelación en el marco del Acuerdo de Viernes Santo a pesar de la insistencia del gobierno irlandés en que estos presos habían sido excluidos durante las negociaciones del Acuerdo. El Partido de la Alianza de Irlanda del Norte acusó al gobierno irlandés de "doble rasero" al no conceder a los responsables de la matanza la libertad anticipada como a los presos paramilitares en Irlanda del Norte.
La viuda de McCabe, Anne, ha recibido elogios por su comportamiento desde el asesinato. En 2006, en Nueva York, cuestionó a Gerry Adams por qué su organización pedía la liberación de los hombres condenados por el asesinato. En 2000, aceptó la Medalla de Oro Scott en nombre de su marido. Se trata de la más alta condecoración que concede la República de Irlanda a un Garda que haya demostrado un valor y un heroísmo excepcionales arriesgando su vida en su trabajo como agente de policía.

## Beca del Detective Garda Jerry McCabe
En 1996 se creó un programa de intercambio académico en honor del detective asesinado en el John Jay College of Criminal Justice de Nueva York. El objetivo del intercambio es promover el intercambio de prácticas y tecnologías policiales y de justicia penal entre Irlanda y Estados Unidos. El hijo de Jerry McCabe, John, fue el primer beneficiario de la beca en 1997.